# 아동병원
아동병원은 오로지 어린이와 청소년에게 의료 서비스를 제공하는 병원을 뜻한다. 대부분의 어린이병원은 만18세까지의 아동을 진찰할 수 있으며, 어떤 경우에는 어린이병원 의료진이 아동이 고등학교를 졸업할 때까지 진찰할 수 있다. 어린이병원의 수는 20세기에 들어 소아과의 의료 및 수술 전담진들이 내과에서 분리됨에 따라 급증하였다.